# جون تانر (لاعب هوكي الجليد)
جون تانر هو لاعب هوكي الجليد كندي، ولد في 17 مارس 1971.

## وصلات خارجية
- جون تانر على موقع دوري الهوكي الوطني (الإنجليزية)
- جون تانر على موقع EliteProspects.com (الإنجليزية)
- جون تانر على موقع HockeyDB.com (الإنجليزية)